# سارة قاديموفا
سارة قاديموفا  (31 مايو، عام 1922 - 12 مايو، عام 2005) (بالأذرية: Sara Qədimova) - مغنية أذربيجانية, فنانة الشعب في جمهورية أذربيجان الاشتراكية السوفيتية.

## سيراتها ذاتية و نشاتها الفنية
ولدت سارة قاديموفا في 20 أكتوبير، عام 1922  قي باكو. كان أسلافها قاديموفا من قرية عبد الجليلة.
تخرجت سارة قاديموفا من أكاديمية باكو للموسيقى،  و في 1943 من المدرسة الموسيقية إسمه عاسف زينلي. لعب خان شوشينسكي، سييد شوشينسكي، حسينقولو سارابسكي دورا هاما في إبداهعا. 
بدأت سارة قاديموفا نشاتها الفنية كعزف منفرد في فيلهارموني أكاديمى لدولة أذربيجان.
هي العازف المنفردة  منذ 1978 حتى 2003 للجمعية «أذكونسيرت».
كما أدت  دور ليلى وأسلي في مسرح أكاديمية دولة أذربيجان للأوبرا والباليه.
توفيت سارة قاديموفا في 12 مايو، عام 2005 بعد مرض طويل. سارة قاديموفا هي والدة  مغني و فنان الشعب عاكف إسلامزاده.

## جوائزها
- فنانة الشعب في جمهورية أذربيجان الاشتراكية السوفيتية (1963)
- تكريم الفنان في جمهورية أذربيجان الاشتراكية السوفيتية (1954)
- وسام شارة الشرف
- وسام شهرة (أذربيجان)
- وسام شرف

## أدوارها في المسرح
- أوبرا مجنون ليلى (رواية) - ليلى
- أوبرا عاسلي و كرام - عاسلي
- أوبرا عاشيق قريب - شاه سنام

## وصلات خارجية
https://www.youtube.com/watch?v=sYiaImtWogo
https://www.youtube.com/watch?v=sy06DtXdBtU